# Leucosporidiales
Leucosporidiales é uma ordem de fungos da classe Microbotryomycetes do filo Basidiomycota. Esta ordem contém uma única família, Leucosporidiaceae, a qual contém três géneros e oito espécies. Esta ordem foi circunscrita em 2003; a família foi descrita pela primeira vez em 1981, mas a designação foi considerada inválida e subsequentemente redescrita em 2001.